# Poeciloxestia elegans
Espèce
Synonymes
- Coleoxestia elegans Aurivillius, 1912
- Criodion elegans Thomson, 1860
- Poeciloxestia elegans Fragoso, 1978
- Xestia elegans Gory, 1833

Poeciloxestia elegans est une espèce d'insectes coléoptères de la famille des Cerambycidae et de la sous-famille des Cerambycinae.
Elle est trouvée au Brésil.